# 고구시촌
고구시촌(小串村)은 오카야마현 남부의 북동쪽 끝 고지마만 입구 남쪽 해안에 존재했던 촌이다. 1954년 4월 1일에 오카야마시에 편입되었다.

## 역사
- 1889년 6월 1일 - 정촌제 시행에 의해 고지마군 오토촌이 발족하였다.
- 1898년 1월 1일 - 오토촌이 개칭해 고구시촌이 되었다.
- 1954년 4월 1일 - 오카야마시에 편입, 동일 고구시촌은 폐지되었다.

## 참고문헌
- 角川日本地名大辞典